# S.O.B. (film)
S.O.B. (titlu original: S.O.B.) este un film american de comedie neagră din 1981 regizat de Blake Edwards. Rolurile principale au fost interpretate de actorii  Julie Andrews, Richard Mulligan, Robert Preston, Larry Hagman, Robert Vaughn, Robert Webber, Loretta Swit, Shelley Winters și William Holden în ultimul său rol de film. Filmul a fost produs de Lorimar și lansat de Paramount Pictures la 1 iulie 1981.
Filmele anterioare ale lui Edwards, Hoinarii primejdioși, Darling Lili și Tratamentul doctorului Carey, au fost editate foarte mult de studio fără știrea sau aprobarea lui Edwards. Edwards a satirizat mai târziu lupta sa cu studiourile în S.O.B..

## Distribuție
- Julie Andrews - Sally Miles, vedeta filmului Night Wind și soția producătorului de film Felix Farmer
- William Holden - Tim Culley, regizorul filmului Night Wind și cel mai bun prieten al lui Felix
- Richard Mulligan - Felix Farmer, producătorul filmului Night Wind și soțul lui Sally Miles
- Robert Preston - Dr. Irving Finegarten, medicul lui Felix și Sally
- Robert Webber - Ben Coogan, agentul de presă al lui Sally
- Robert Vaughn - David Blackman, președintele Capitol Studios
- Larry Hagman - Dick Benson, director executiv al Capitol Studios și mâna dreaptă a lui Blackman
- Marisa Berenson - Mavis, actriță și amantă a lui David Blackman
- Stuart Margolin - Gary Murdock, secretarul personal al lui Sally și un aspirant producător
- Loretta Swit - Polly Reed, columnist  de bârfe de la Hollywood
- Craig Stevens - Willard Pratt, soțul lui Polly Reed
- Shelley Winters - Eva Brown, agentul lui Sally
- Robert Loggia - Herb Maskowitz, avocatul lui Sally
- Jennifer Edwards - Lila, o tânără care face autostopul și este luată de Culley
- Rosanna Arquette - Babs, prietena Lilei, de asemenea luată  de Culley
- John Lawlor - Managerul Capitol Studios
- John Pleshette - Vicepreședintele Capitol Studios
- Ken Swofford - Harold P. Harrigan, paznic de studio
- Hamilton Camp - Lipschitz, director la Capitol Color Lab, unde este stocat negativul filmului Night Wind
- Paul Stewart - Harry Sandler, agentul lui Felix
- Benson Fong - bucătarul personal al lui Felix și Sally
- Larry Storch - Profesorul Krishna Mansa Kesari, guru spiritual al lui Sally Miles, care oficiază la înmormântarea lui Felix.
- Mimi Davis - Joyce Benson, soția lui Dick și fiica lui Sandler
- David Young - Sam Marshall, un tânăr actor popular
- Byron Kane - directorul de pompe funebre
- Virginia Gregg - soția directorului de pompe funebre
- Herb Tanney - Burgess Webster (ca Stiffe Tanney)
- Joe Penny - ofițer Buchwald, un ofițer de poliție chemat la reședința lui Felix Farmer
- Erica Yohn - Agnes, designerul de costume al filmului Night Wind
- Colleen Brennan - Tammy Taylor (ca Katherine MacMurray)
- Charles Lampkin - Majordomul lui Felix și Sally
- Bert Rosario - grădinarul mexican
- Gene Nelson - Clive Lytell